# 조셉 V. 페리
조지프 V. 페리(Joseph V. Perry, 1931년 2월 13일 ~ 2000년 2월 23일)는 미국의 배우이다. 피츠버그에서 태어났으며 당뇨병으로 버뱅크에서 사망하였다.

## 출연 작품
- 도망자의 밤 (1993년)
- 못말리는 람보 (1993년)
- 베스트 키드 3 (1989, The Karate Kid Part III)
- 펫 호비 (1987, Tales from the Hollywood Hills: Pat Hobby Teamed with Genius)
- 암살 음모 (1977년)
- 벤 케이시 (1961년)

### 텔레비전
- 형사 Q (1976년)
- 코작 (1973년)
- 샌프란시스코 수사반 (1972년)
- 119 구조대 (1972년)
- FBI (1965년)
- 내 사랑 지니 (1965년)
- 아내는 요술쟁이 (1964년)
- 제3의 눈 (1963년)
- 도망자 (1963년)
- 내 사랑 레이몬드 (1996년)
- 추격 (1959년)
- 서부의 파라딘 (1957년)
- 딜론 보안관 (1955년)